# Yerbatero (canción)
«Yerbatero» es una canción interpretada por el cantante colombiano Juanes, incluida en su quinto álbum de estudio, P.A.R.C.E.. Fue lanzada el 9 de junio de 2010, como descarga digital a través de iTunes.
Esta canción fue interpretada en vivo en la apertura de la inauguración de la Copa Mundial de Fútbol de 2010 que a pesar de que la canción se interpretó en el idioma español, los sudafricanos alzaban sus banderas y bailaban al ritmo de la canción. El concierto fue transmitido en vivo por Internet a una audiencia global por el portal Vevo.com y por televisión a más de 150 países.

## Antecedentes
La canción está escrita y producida por él mismo junto a Stephen Lipson que ha trabajado para artistas como Annie Lennox y Paul McCartney. El contenido de la canción se basa principalmente en todas aquellas personas que sufren el terrible mal de amor. 
El colombiano aprovechó su presencia en Johannesburgo, Sudáfrica, como una de las estrellas invitadas al concierto previo a la inauguración del Mundial de Fútbol para presentar su composición.
Yerbatero es un tema inspirado en los célebres 'culebreros' que recorrían los municipios antioqueños de su país natal. La canción fue grabada entre Londres y Miami en abril de este año. 
Aunque mucho se ha dicho de que si Juanes se inspiró en la famosa canción de la cantante Celia Cruz "El Yerberito Moderno", cuando contestó las preguntas de los fanes antes de los Premios Juventud del 2010, él dijo que nunca la había escuchado y que fue hasta que ofreció el concierto "Paz Sin Fronteras" en Cuba cuando le comentaron sobre aquella canción y tuvo la oportunidad de escucharla, pero para ese entonces ya había escrito Yerbatero. Según afirmó se inspiró en la música de la selva peruana, por ello La Tigresa del Oriente lo felicitó y apoyó al escuchar el sencillo.

## Recepción

### Recibimiento comercial
La canción fue un éxito total en Colombia, a tan solo 12 horas de lanzamiento ya había sonado 200 veces en la radio nacional de ese país e igualando el éxito de ventas en iTunes Latino, tras vender más de 6400 descargas digitales en su primera semana desde su lanzamiento. Yerbatero es la única canción en Colombia que desde su lanzamiento debute en el #1 en el Top 30 Nacional de Latino y perdurar en esta misma posición por más de cinco semanas consecutivas; este mismo récord lo lleva su nueva canción Y No Regresas que de igual forma ingreso a la lista en la posición #1 desde su lanzamiento.
El cantante Juanes es el primer artista en Colombia que logra debutar con dos sencillos de manera consecutiva en el primer lugar de la radio nacional.
Después del éxito de su primer sencillo 'Yerbatero' el cual, a pocas horas de su lanzamiento, se ubicó en el primer lugar de la lista de radio nacional, Juanes logra repetir la historia con su segundo sencillo 'Y No Regresas', canción que también se ubicó en el primer lugar del listado nacional a pocas horas del lanzamiento y que en su primera semana se mantiene como la canción más sonada de la radio en el país. 
Este hecho histórico convierte al cantante paisa, en el primer y único artista en romper esquemas en Colombia, logrando debutar en el Número uno con dos sencillos de manera consecutiva en radio.

## Vídeo musical
La filmación se realizó el 29 de mayo de 2010 y el estreno fue el 14 de julio de 2010. Para el vídeo, los realizadores crearon una nueva flor ya que Juanes les comentó que sus flores favoritas eran las Orquídeas y las Aves del Paraíso, el resultado de esas dos es la flor fue utilizada al final del vídeo de Yerbatero. Las imágenes exteriores (de las plantas) fueron tomadas en Los Ángeles. Como dato curioso las enredaderas que se van creando a lo largo del vídeo fueron realizadas con el programa "3ds Max".

## Presentación en vivo
La canción fue interpretada por primera vez, el mismo día de su lanzamiento, en el concierto inaugural del Mundial de Fútbol en Sudáfrica Kick-Off de la FIFA que se llevó a cabo el 10 de junio de 2010 en el Estadio Orlando de Johannesburgo, Juanes interpretó además de Yerbatero, La camisa negra y La paga junto a Taboo, que minutos antes se había presentado con su grupo The Black Eyed Peas. En el concierto también participaron artistas como Alicia Keys, Black Eyed Peas, John Legend y Shakira

## Lista de canciones y formatos
| – Descarga digital |                             |          |  |
| N.º                | Título                      | Duración |  |
| 1.                 | «Yerbatero» (Original Edit) | 3:24     |  |

## Posicionamiento en listas y certificaciones

### Listas semanales
| Lista (2010)                      | Posiciones |
| --------------------------------- | ---------- |
| Argentina Top 20                  | 1          |
| Perú: Top 20 Ranking              | 1          |
| España Top 10                     | 1          |
| Paraguay Los 40                   | 1          |
| Ecuador- Los 10+7                 | 9          |
| Colombia Top 30                   | 1          |
| Mexican Singles Chart             | 3          |
| US Hot Latin Tracks               | 1          |
| US Latin Pop Songs                | 2          |
| US Latin Tropical Songs           | 2          |
| US Bubbling Under Hot 100 Singles | 17         |
| US Heatseekers Song               | 19         |
| España (Promusicae)               | 25         |
| Spanish Airplay Chart             | 2          |
| Colombia Singles Chart            | 1          |
| Venezuelan Latin Chart            | 4          |
| Venezuelan Singles Chart          | 21         |
| Top latino                        | 4          |
| Colombia Top 100                  | 1          |

## Sucesiones
| Predecesor: «Cuando me enamoro» de Enrique Iglesias | Top Latin Songs — Sencillo N.º 1 4 de septiembre de 2010 | Sucesor: «Cuando me enamoro» de Enrique Iglesias |